# Szarów (województwo łódzkie)
Szarów – wieś w Polsce położona w województwie łódzkim, w powiecie poddębickim, w gminie Poddębice.
W latach 1975–1998 miejscowość położona była w województwie sieradzkim.
W sołectwie Szarów są trzy przysiółki (części wsi): Szarów Księży, Szarów Pański i Wykaźniki.
W Szarowie Księżym polscy żołnierze z 60 pp Armii „Poznań” zabili, broniąc przeprawy przez Wartę, 39 żołnierzy Wehrmachtu ze szwadronu kolarzy 30 DP Niemcy ci byli pochowani po lewej stronie drogi z Niewiesza do Kobylnik na działce, obsadzonej lipami, należącej do Stanisława Gajdeckiego. Ich szczątki ekshumowano 31 maja 2000 r. z inicjatywy niemieckiej fundacji „Pamięć” i przeniesiono na wojskowy cmentarz niemiecki.
8 września 1939 żołnierze Wehrmachtu spędzili około 80 mężczyzn do pochowania ciał poległych Niemców. Po wykonaniu pochówku podzielili zatrzymanych na dwie grupy. Młodszych, zdolnych do służby wojskowej (ok. 22 osób) wywieźli na pole niedaleko wsi i rozstrzelali. Trzy osoby, ciężko ranne przeżyły. Udało się ustalić tylko 6 nazwisk ofiar zbrodni.
We wsi Szarów pod nr 27 swoją siedzibę posiada miejscowy zbór Kościoła Adwentystów Dnia Siódmego.